# Elecciones estatales de Baja California de 1977
Las elecciones estatales de Baja California de 1977 tuvieron lugar el domingo 4 de septiembre de 1977, y ellas se renovaron los cargos de elección popular en Baja California :
- Gobernador de Baja California. Titular del Poder Ejecutivo y del Estado, electo para un período de 6 años no reelegibles en ningún caso. El candidato electo fue Roberto de la Madrid Romandía.
- 4 Ayuntamientos. Formados por un Presidente Municipal, delegados y regidores, electo para un período inmediato de 3 años no reelegibles para un período inmediato.
- 11 Diputados al Congreso. Electos de Mayoría Relativa de cada uno de los Distritos Electorales.

## Campañas
El Partido Revolucionario Institucional había designado originalmente a Hermenegildo Cuenca Díaz, quien se había desempeñado como  Secretario de la Defensa Nacional en el sexenio de Luis Echeverría Álvarez, como candidato a la gubernatura de Baja California. Sin embargo, murió el 17 de mayo de 1977, a la mitad de su campaña política, siendo sustituido en la candidatura por Roberto de la Madrid Romandía.
De igual modo, al igual que en la elección presidencial del año anterior, el Partido Comunista Mexicano lanzó en coalición con una facción del Partido Popular Socialista denominada Coalición Democrática de Izquierda al activista tijuanense Blas Manrique Arrevillaga como candidato independiente sin registro, por lo que no se sabe la votación que éste obtuvo realmente.
Una facción disidente del PRI, lanzó como su candidato independiente, también sin registro, al exalcalde de la ciudad de Ensenada y notario público de esa misma ciudad, Guilebaldo Silva Cota, que al no lograr la reforma a la Ley Electoral del Estado que permitiría las candidaturas independientes, se constituyeron en un partido sin registro denominado PIE (Partido Independiente Estatal); sin embargo, al morir el general Cuenca Díaz y ser seleccionado Roberto de la Madrid como nuevo candidato, el PIE se disolvió y sus miembros (incluido Silva Cota), regresaron al PRI y trabajaron en favor de De la Madrid.

## Resultados electorales

### Gobernador
|  | 58.79 % |

|  | 28.63 % |

|  | 1.80 % |

|  | 0.03 % |

|  | 10.75 % |

|  | 100.00 % |

### Ayuntamientos
|  | 67.40 % |

|  | 57.20 % |

|  | 64.60 % |

|  | 65.30 % |

### Congreso local
| Partido | Partido | Partido                              | Diputados        | Diputados |  |
| Partido | Partido | Partido                              | Mayoría relativa | Total     |  |
|         |         | Partido Revolucionario Institucional | 11               | 11/11     |  |
| Total   | Total   | Total                                | 11               | 11        |  |

| Distrito | Nombre                      | Partido | Partido                              |
| -------- | --------------------------- | ------- | ------------------------------------ |
| I        | Manuel Ruelas Jiménez       |         | Partido Revolucionario Institucional |
| II       | Samuel Rodríguez Velásquez  |         | Partido Revolucionario Institucional |
| III      | Manuel Martínez Mercado     |         | Partido Revolucionario Institucional |
| IV       | Gilberto Gutiérrez Bañaga   |         | Partido Revolucionario Institucional |
| V        | Rodolfo Solorio Alvarado    |         | Partido Revolucionario Institucional |
| VI       | Mario Alberto Soto Acosta   |         | Partido Revolucionario Institucional |
| VII      | José Luis González Pimentel |         | Partido Revolucionario Institucional |
| VIII     | Aída Baltazar Martínez      |         | Partido Revolucionario Institucional |
| IX       | Fausto Cedillo López        |         | Partido Revolucionario Institucional |
| X        | Mariano López Aréchiga      |         | Partido Revolucionario Institucional |
| XI       | Juan Malagamba Moreno       |         | Partido Revolucionario Institucional |